# Місяцеслів

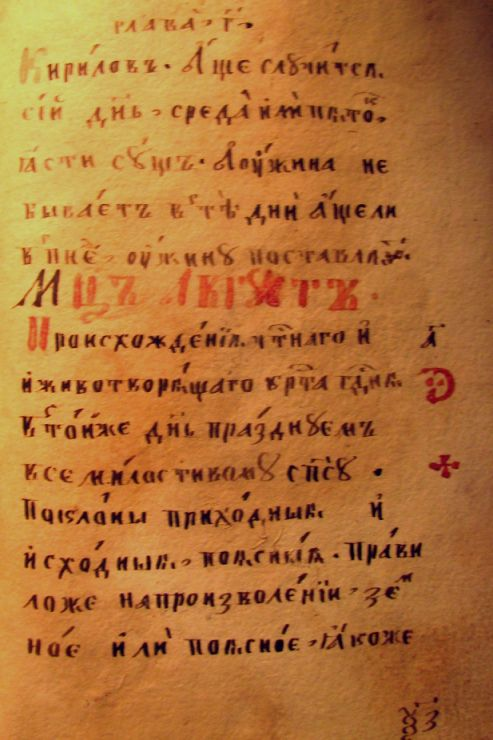
Рукописний місяцеслів, 1820-ті роки.

Місяцеслів (місяцеслов; помилкова калька з грец. минологіон, де -logion від 'збирати', а не від logos 'слово', аналогічно часослов, молитвослов; церковнослов'янською — мѣсяцесловъ) — церковний календар із зазначенням днів пам'яті святих і кола церковних свят. У Православній церкві входить до складу таких богослужбових книг, як служебник і Типікон; може містити також вказівки на особливості богослужіння в той чи інший день. Святці упорядковані за місяцями та днями року, коли згадується пам'ять святих і відбуваються свята. Місяцеслов містить тільки неперехідні (нерухомі) свята річного богослужбового кола. За Типіконом свята поділяються на великі, середні та малі.

## Великі свята
У Типіконі відзначаються знаком «хрест оточений», тобто на берегах поруч з датою розміщується хрест у колі червоного кольору.

## Середні свята
У Типіконі мають два знаки: хрест із півкругом червоного кольору (вказівка, що повинна служитися бденна служба) і повне коло із хрестом червоного кольору — вказівка, що на утрені читається не тільки канон свята, але перед ним також канон Божої Матері.

## Малі свята
У Типіконі відзначаються знаком «три точки, ледь оточені». Буває двох кольорів: при чорному знаку служиться дев'ятий час, буденна вечірня, повечір'я, полунощниця, буденна утреня, перший, третій, шостий час; при червоному знаку — дев'ятий час, буденна вечірня, повечір'я, полунощниця, утреня зі святковим закінченням, перший, третій, шостий час.

## Приклади
Українська греко-католицька церква у 2023 році внесла зміни до місяцеслова (додала нових святих) і виклала його на офіційному сайті.